# ژیدنیوس
ژیدنیوس (به لاتین: Židněves) یک منطقهٔ مسکونی در جمهوری چک است که در شهرستان ملادا بولسلاو واقع شده‌است.